# S. I. Hayakawa

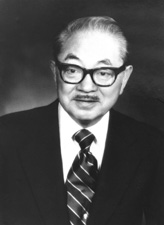
S. I. Hayakawa

Samuel Ichiye Hayakawa (* 18. Juli 1906 in Vancouver, Kanada; † 27. Februar 1992 in Greenbrae, Kalifornien) war ein US-amerikanischer Psychologe, Semantiker und Politiker. 
Hayakawa besuchte die Schulen seiner kanadischen Heimat in Calgary und Winnipeg. Seine ersten Abschlüsse machte er 1927 an der University of Manitoba in Winnipeg und 1928 an der McGill University in Montreal. Anschließend promovierte er 1935 zum Doctor of Philosophy an der University of Wisconsin in Madison. Dort begann danach auch im Jahr 1936 seine Laufbahn als Hochschullehrer. Er wechselte 1939 als Dozent an das Armour Institute of Technology in Chicago, wo er bis 1947 verblieb; danach übte er Lehrtätigkeiten an der University of Chicago (1950–1955) und am San Francisco State College (1955–1958) aus. In San Francisco fungierte er von 1968 bis 1973 auch als Präsident des damaligen College, aus dem 1974 die heutige State University wurde.
Hayakawa hat sich umfassend eingesetzt für die Konzeption einer Allgemeinen Semantik (General Semantics) von Alfred Korzybski, die jedoch inhaltlich nicht zur Semantik, sondern zur Linguistischen Pragmatik gehört.
Von 1970 bis 1976 war Hayakawa als Kolumnist für ein Zeitungskonsortium tätig. Im Jahr 1976 trat er bei der Primary der Republikanischen Partei für die Wahlen zum US-Senat in Kalifornien an. In einem breiten Kandidatenfeld erzielte er einen Stimmenanteil von 38,3 Prozent und damit die relative Mehrheit gegenüber Konkurrenten wie dem ehemaligen Bundesminister Robert Finch, dem Kongressabgeordneten Alphonzo E. Bell und Exvizegouverneur John L. Harmer. Die eigentliche Wahl am 2. November 1976 gewann Hayakawa mit 50,2 Prozent der Stimmen gegen den demokratischen Amtsinhaber John V. Tunney. Daraufhin vertrat er den Bundesstaat Kalifornien vom 2. Januar 1977 bis zum 3. Januar 1983 im Kongress.
Für eine Wiederwahl stand Hayakawa im Jahr 1982 nicht zur Verfügung. Er setzte sich in Mill Valley zur Ruhe und starb im Februar 1992 in Greenbrae.